# Яворська Лідія Борисівна
Лідія Борисівна Яворська (княгиня Барятинська); (23 липня 1869, Київ — 3 вересня 1921, Лондон) — українська і російська театральна акторка.

## Біографія
Закінчила гімназію в Києві. З дитинства брала участь в аматорських виставах. У 1889 році вступила на драматичні курси Петербурзького театрального училища (клас Володимира Давидова). Потім навчалася у актора «Комеді Франсез» Франсуа-Едмона Го в Парижі.
Дебютувала у 1893 році в Ревелі (Товариство Н. С. Васильєвої). У 1893 році була запрошена в московський Театр Корша, де грала в 1893—1895 рр. Особливу увагу звернула на себе виконанням ролей Маргарити Готьє («Дама з камеліями» А. Дюма-сина), Аліси («Боротьба за щастя» Софії Ковалевської), Ольги Ранцеві («Чад життя» Болеслава Маркевича) і особливо в «M-me Sans Gêne» В. Сарду. У 1895 році була запрошена Олексієм Суворіним в петербурзький театр Літературно-художнього гуртка (згодом Театр Літературно-мистецького товариства), де особливий успіх мала в ролях «Принцеси Мрії» і «Заза».
26 липня 1896 року в Санкт-Петербурзі одружилася з письменником князем Володимиром Барятинським. У 1900 році, розійшовшись у поглядах з дирекцією на репертуар (з приводу антисемітської п'єси «Контрабандисти» Віктора Крилова), вийшла зі складу трупи. У 1901 році відкрила в Петербурзі «Новий театр», різноманітний репертуар якого включав і п'єси М. Горького, А. П. Чехова, Л. М. Толстого, Х. Ібсена. Багато йшли в театрі п'єси чоловіка Яворської. У 1907—1918 роках Яворська їздила з гастролями — Лондон, Париж. У 1915 року невдало намагалася відновити роботу свого театру в Петербурзі. У 1916 році її шлюб з Барятинським був розірваний Святійшим Синодом з забороною їй вступати в шлюб протягом певного часу. Колишня княгиня подала скаргу Миколі II, а при Тимчасовому уряді домоглася порушення слідства проти колишнього обер-прокурора Синоду Миколи Раєва (чим воно завершилося невідомо).
У 1918 виїхала за кордон, жила в Лондоні. У 1920 році одружилася з Фредеріком Джоном Поллоком, 4-м баронетом Гаттоном.
Лідія Яворська публікувала статті, з питань як загальних, так і спеціальних (театр, живопис), в «Киянині», «Син батьківщини», «Північному кур'єрі», «Новинах», «Всесвітньому віснику».

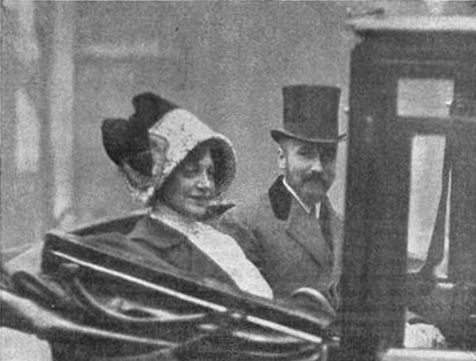
1911 год. З чоловіком князем Барятинським

## Театральні ролі
- Катрин Юбш («Мадам Сан-Жен» Вікторьєн Сарду, 1895)
- Ольга Ранцева («Чад жизни» Б. М. Марковича, 1893)
- Маргарита Готьє («Дама з камеліями» А. Дюма-сина, 1895)
- Заза («Заза» Пьєра Бертона і Шарля Симона)
- Ганнеле — «Ганнеле» Герхарт Гауптман
- Раутенделейн — «Потонувший колокол» Герхарт Гауптман, 1897)
- Ізеїль (Izeyl; «Ізеїль» Армана Сільвестра та Ежена Морана, 1897)

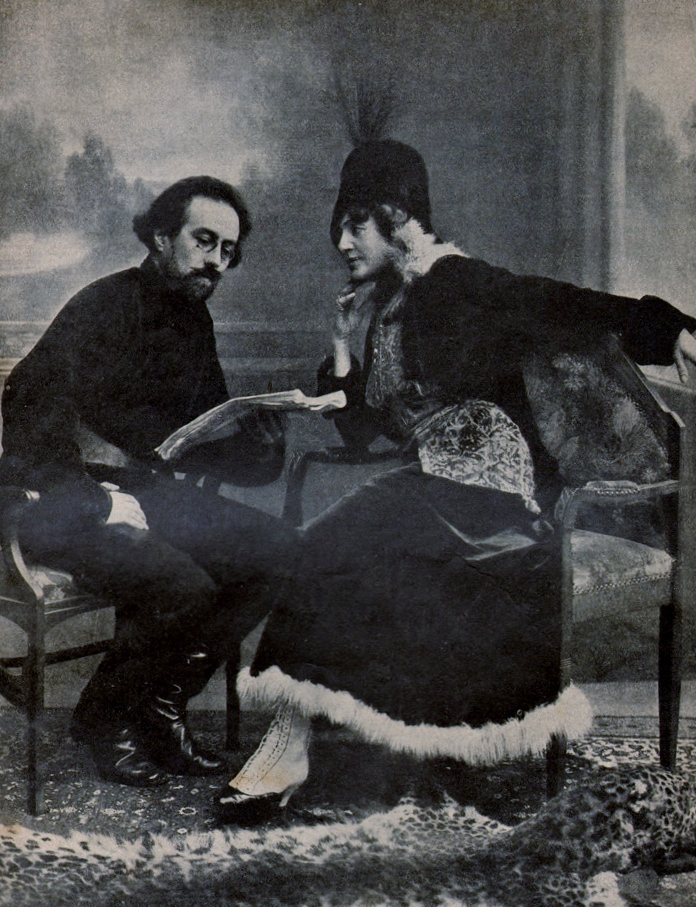
Яворська і Михайло Арцибашев. До постановки пьєси Арцибашева «Закон дикаря» в театрі Яворської Фото Олександра Булли. «Сонце Росії», 1915

Для Яворської перекладала п'єси французького драматурга Е. Ростана Тетяна Щепкіна-Куперник.
- Сільветте («Романтики», 1895)
- Мелісанда («Принцеса Мрія», 1896)
- Роксана («Сірано де Бержерак», 1898)
- Герцог Рейхштадтского («Орлятко», 1902)

Із ролей Яворської, крім уже названих: Клеопатра («Антоній і Клеопатра» У. Шекспіра), Аріель («Буря» У. Шекспіра), «Нора» Х. Ібсена, «Антігона» Софокла, Ірен («Коли ми, мертві, прокидаємося» Х. Ібсена), «Сафо» Альфонс Доде, Бетсі («Плоди освіти» Л. Н. Толстого), Ніна («Чайка» А. П. Чехова), Маша («Три сестри» А. П. Чехова), Лідія («Скажені гроші» О. М. Островського), Ольга Кручиніна («Перекати» В. В. Барятинського).